# 東華街 (臺北市)
東華街（通用漢語：DongHua St.，威妥瑪拼音：Tunghua St.），位於台灣台北市北投區石牌地區至唭哩岸、公館地區主要的東西向雙線單向幹道。東起自士林北投交界磺溪東華橋與士林區福華路相匯，西迄於北投區公館路。全長約2,620公尺，寬10公尺，為柏油路面混合車道。道路已存在於昔日台北古地圖內，而後新闢於1977年（民國66年）十二月及1980年（民國69年）一月。第一期完成明德路至石牌路口，第二期完成石牌路至致遠二路口，第三期興建明德路以南路段。全線於1983年（民國72年）開通。

## 行政區劃
| 公館路 | 東華里     | 立農街二段 | 永明里     | 石牌路     | 振華里     | 裕民二路   | 裕民里     | 明德路     | 榮華里     | 北     |
| 公館路 | 東華街二段 | 東華街二段 | 東華街二段 | 分段點     | 東華街一段 | 東華街一段 | 東華街一段 | 東華街一段 | 東華街一段 | 東華橋 |
| 往淡水 |            | 淡水信義線 | 淡水信義線 | 淡水信義線 | 淡水信義線 | 淡水信義線 | 淡水信義線 | 淡水信義線 |            | 往象山 |

## 公共運輸
以下為駛經東華街之台北市公車路線：
| 編號            | 路線起迄                                                 | 本路段公車站牌 | 經營業者             |
| --------------- | -------------------------------------------------------- | --- | -------------------- |
| 223             | 青年公園 - 關渡                                          | 義理街口、陽明交大(東華)、健行新村(東華)、捷運唭哩岸站一(東華)、捷運唭哩岸站二(東華)                                                     | 大南汽車             |
| 216             | 新北投 - 捷運劍潭站                                      | 義理街口、陽明交大(東華)、健行新村(東華)、捷運唭哩岸站一(東華)、捷運唭哩岸站二(東華)                                                     | 光華巴士             |
| 224             | 天母 - 捷運石牌站（經天母北路）                          | 捷運石牌站(東華) | 光華巴士             |
| 508（正、區間） | 正線：泰山公有市場 - 大同之家／區間：蘆洲 - 惇敘工商     | 捷運明德站(東華)、自強街口(東華)、捷運石牌站(東華)                                                                                       | 大都會客運、三重客運 |
| 536             | 台北海大 - 大同之家                                      | 捷運明德站(東華)、自強街口(東華)、捷運石牌站(東華)                                                                                       | 首都客運             |
| 550             | 洲美運動公園 - 關渡宮                                    | 義理街口、陽明交大(東華)、健行新村(東華)、捷運唭哩岸站一(東華)、捷運唭哩岸站二(東華)                                                     | 大南汽車             |
| 559             | 捷運石牌站 - 陽明交大                                    | 義理街口 | 大都會客運           |
| 602             | 北投 - 天母                                              | 義理街口、陽明交大(東華)、健行新村(東華)、捷運唭哩岸站一(東華)、捷運唭哩岸站二(東華)                                                     | 大南汽車、光華巴士   |
| 645（正、副線） | 正線：捷運石牌站 - 舊莊／副線：捷運石牌站 - 中華科技大學 | 捷運石牌站(東華) | 三重客運             |
| 682             | 社子 - 八里                                              | 義理街口、陽明交大(東華)、健行新村(東華)、捷運唭哩岸站一(東華)、捷運唭哩岸站二(東華)                                                     | 淡水客運             |
| 902             | 捷運石牌站 - 麟光                                        | 捷運石牌站(東華) | 指南客運             |
| 紅12            | 捷運石牌站 - 天文科學館                                  | 捷運石牌站(東華) | 光華巴士             |
| 紅19            | 天母 - 捷運石牌站（經天母西路）                          | 捷運石牌站(東華) | 光華巴士             |
| 小8             | 捷運石牌站 - 竹子湖                                      | 捷運石牌站(東華) | 大南汽車             |
| 小21            | 新北投 - 八仙里                                          | 捷運唭哩岸站一(東華)、捷運唭哩岸站二(東華)                                                                                               | 大南汽車             |
| 小36            | 捷運石牌站 - 六窟                                        | 捷運石牌站(東華) | 大南汽車             |
| 重慶幹線        | 天母 - 東園                                              | 捷運石牌站(東華)（調度路線） | 大都會客運           |
| 內科通勤16      | 北投-內湖科技園區                                        | 捷運明德站(東華)、自強街口(東華)、捷運石牌站(東華)、義理街口、陽明交大(東華)、健行新村(東華)、捷運唭哩岸站一(東華)、捷運唭哩岸站二(東華) | 大南汽車             |

- Ubike 捷運石牌站(2號出口)、陽明大學站

## 交通概況
東華街與西安街共同為淡水信義線之側枝道路，東華街提供士林至北投（西北向）聯通功能，西安街提供東南向行駛的路相。雖作為地區交通主要幹道，負責連通士林、天母至北投舊市區和大度路至淡水區，但是路幅僅有各兩線道且原先並無路邊停車格劃設。東華里里長袁大祥表示其中不少居民和商家逕自臨停使車輛流動率低。每逢假日道路雍塞，連帶影響榮民總醫院和石牌路附近交通。臺北市停車管理工程處也因應此問題於2018年5月21日劃設停車位和進行收費。

## 文化
東華路300巷一帶東華公園近東華山唭哩岸石清領時期打石聚落，為當時重要採石聚落之一。台北市內多處重要工程的石材來源於當時皆來自於今東華山東華街一帶。東華街也可連接觀光局軍艦岩登山步道由東華山、奇岩山西峰和奇岩山。

## 資料來源
1. ↑  臺北市交通地理整合系統
2. ↑  中央地理研究中心 台北市百年歷史地圖
3. ↑  .   [2021-10-25]. （原始内容存档于2011-12-29）.
4. ↑  .   [2021-10-25]. （原始内容存档于2021-10-27）.
5. ↑  .   [2021-10-25]. （原始内容存档于2021-10-27）.
6. ↑  立法院議案關係文書 院總第887號 政府提案第15350號之1703 主決議第45項有關「要求文化部針對雙北地區唭哩岸石資源進行全面調查，並針對唭哩岸石未來運用與相關文化景觀保存深度研究，於
1 年內向立法院教育及文化委員會提出書面報告。」案
7. ↑  .   [2021-10-25]. （原始内容存档于2020-07-12）.